# 청평중학교
청평중학교(淸平中學校)는 대한민국 경기도 가평군 청평면 청평리에 있는 공립 중학교이다.

## 학교 연혁
- 1949년 10월 3일 : 사립 청평중학교 설립
- 1954년 7월 7일 : 공립 청평중학교 설립 인가
- 1955년 6월 21일 : 초대 최상권 교장 취임
- 1978년 3월 1일 : 청평공고와 분리
- 1980년 3월 30일 : 현 장소로 학교교사 이전
- 1997년 10월 16일 : 실내체육관(정진관) 준공
- 2001년 12월 31일 : 급식소 및 특별교실 준공
- 2008년 3월 2일 : 특수학급(1) 신설
- 2019년 1월 8일 : 제64회 졸업식(남 48명, 여 49명, 총 졸업생수 11,759명)
- 2019년 3월 1일 : 제25대 이홍섭 교장 취임

## 참고 자료
- 청평중학교 - 한국교육학술정보원 학교알리미